# Сухий (доплив Серету)
Сухий — струмок в Україні, у Вижницькому районі Чернівецької області. Лівий доплив Серету (басейн Дунаю).

## Опис
Довжина струмка приблизно 9,3 км. Формується з багатьох безіменних струмків.

## Розташування
Бере початок на південному сході від хребта Баньківа. Спочатку тече на північний, а потім на південний схід і біля Заріччя впадає у річку Серет, ліву притоку Дунаю. 
Струмок перетимнає автошлях Т 2609.